# Плайя-Сантьяго
Плайя-Сантьяго (также известный как Плайя-де-Сантьяго) — небольшой город на южном побережье острова Гомера на Канарских островах. Он разделен между двумя муниципалитетами: Алахеро и Сан-Себастьян. Часть, расположенная в составе муниципалитета Алахеро, является крупнейшим поселением в этом муниципалитете, в котором проживает около половины населения (989/1954 в 2005 году).
Рыбная фабрика в Плайя-Сантьяго, которая раньше занималась консервированием тунца и сардин, закрылась из-за сокращения рыбных запасов, хотя все ещё осталось несколько рыбацких лодок, улов которых замораживают для транспортировки. В порту есть судоремонтный завод, но парома уже не функционирует.
Ранее паром Garajonay Exprės курсировал из Валье-Гран-Рей через Сантьяго в Сан-Себастьян-де-ла-Гомера и далее в Лос-Кристианос с 2002 по 2008 год, но прекратил работу из-за отсутствия государственных субсидий. Паром Benchi Express, которым управляла компания Fred Olsen, использовавшийся вместо предыдущего, прекратил работу в феврале 2012 года, но летом 2017 года его заменил новый паром, также называемый Benchi Express
Аэропорт Ла-Гомера (ИАТА: GMZ, ИКАО: GCGM) расположен в 3 км от Сантьяго.
Плайя-Сантьяго имеет довольно безопасный галечный пляж, а также отель и несколько апартаментов, номеров и ресторанов.